# Astronomía de rayos-X

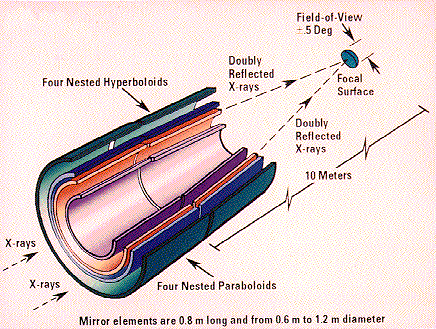
Corte del telescopio Wolter.

La astronomía de rayos-X es una rama de la astronomía, que estudia la emisión de rayos-x de los objetos celestes. La radiación de rayos-x es absorbida por la atmósfera, así que los instrumentos para captar rayos-x deben estar a gran altitud, en el pasado se utilizaban en globos y cohetes sonda. En la actualidad la astronomía de rayos-x es parte de la investigación espacial y los observatorios de rayos-x se instalan en satélites.
La emisión de rayos-x se cree que procede de fuentes que contienen gas muy caliente a varios millones de Kelvin, en general en objetos cuyos átomos o electrones tienen una gran energía. El descubrimiento de la primera fuente de rayos-x procedente del espacio en 1962 se convirtió en una sorpresa. Esa fuente se llamaba Scorpio X-1, en la constelación de Escorpio en dirección al centro de la Vía Láctea. Por este descubrimiento Riccardo Giacconi obtuvo el Premio Nobel de Física en 2002. Más tarde se descubrió que la emisión de rayos-x de este objeto es 10 000 veces mayor de lo captado en la emisión óptica. Esto es, el total de energía emitida por esta fuente de rayos-x es 100.000 veces mayor que la emitida por el Sol en todas las longitudes de onda. Se sabe que esas fuentes de rayos-x son remanentes estelares, como estrellas de neutrones o agujeros negros. La fuente de la energía está en la energía gravitacional, que procede del gas calentado por la caída en el campo gravitacional de esos objetos.
En la actualidad se conocen miles de fuentes de rayos-x. Es más, parece que el espacio entre las galaxias de los cúmulos galácticos está repleto de gas muy caliente, pero poco denso, a una temperatura de 100 millones de kelvin. La cantidad total de gas es de cinco a diez veces la masa total de las galaxias visibles.